# Tharonne
 (décembre 2014).
Si vous disposez d'ouvrages ou d'articles de référence ou si vous connaissez des sites web de qualité traitant du thème abordé ici, merci de compléter l'article en donnant les références utiles à sa vérifiabilité et en les liant à la section « Notes et références ».

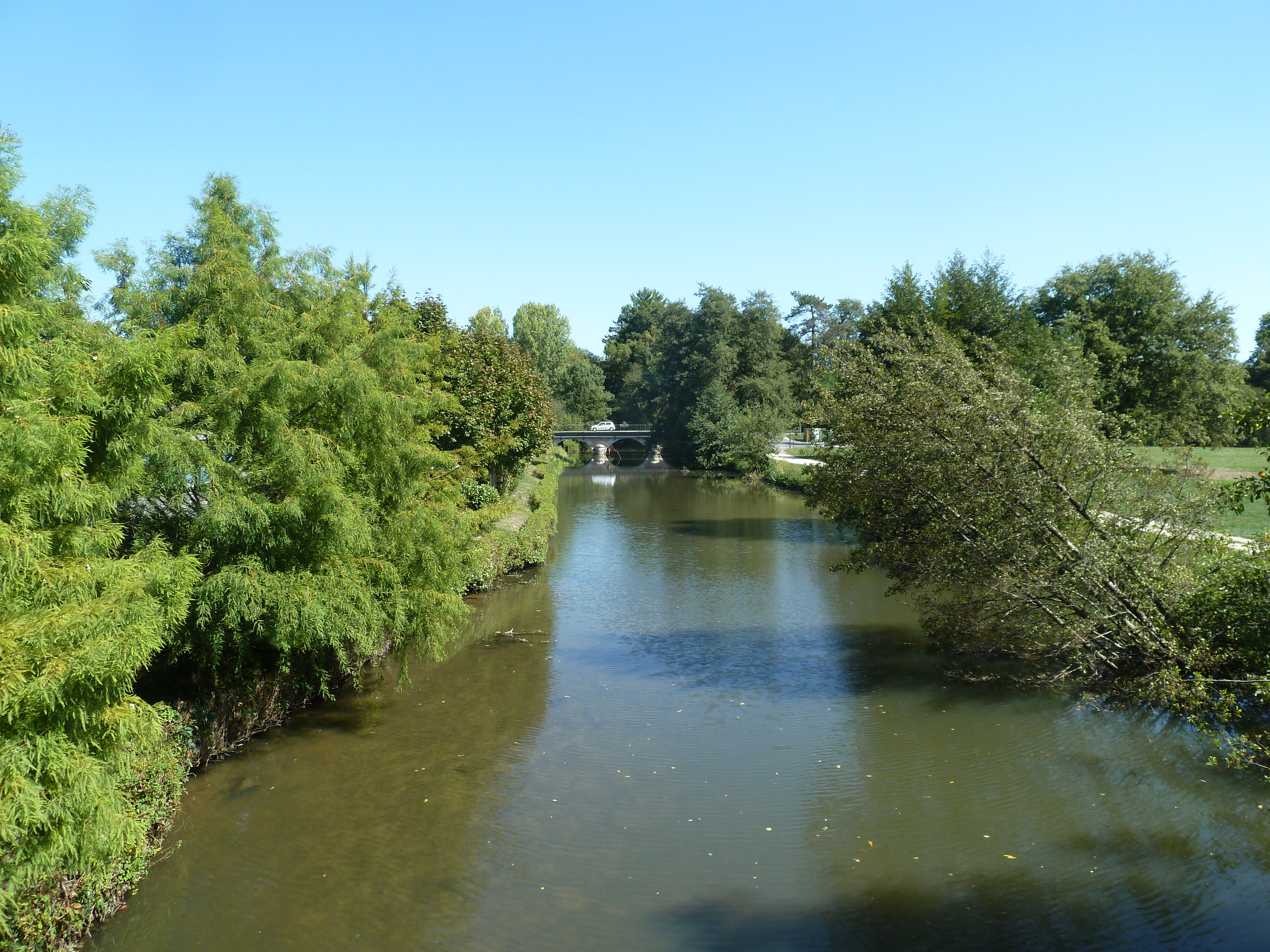
Les berges du Beuvron à Neung-sur-Beuvron

La Tharonne est un affluent du Beuvron. Née sur la commune de Vouzon, elle se jette dans le Beuvron à Neung-sur-Beuvron, après avoir traversé Chaumont-sur-Tharonne. Son cours prend une direction constante vers le sud-ouest. Son cours de 20,9 kilomètres est intégralement situé dans le Loir-et-Cher.